# Ion Baboie
Ion Baboie (n. 12 aprilie 1914, Brașov, Austro-Ungaria – d. după 1985) a fost un mărșăluitor român. A concurat în proba de 50 km marș⁠(d) la Jocurile Olimpice de vară din 1952.

## Carieră
Baboie a reprezentat România la Jocurile Olimpice de vară din 1952 de la Helsinki, concurând în proba de 50 km marș⁠(d) și terminând pe locul 8 cu un rezultat de 4:41:52,8. Pentru rezultatul obținut la Helsinki a fost decorat în 19 noiembrie 1952 cu Ordinul Muncii clasa a III-a, iar distincția i-a fost înmânată solemn în după-amiaza zilei de luni 24 noiembrie 1952 în sediul Marii Adunări Naționale de către Petru Groza, președintele Prezidiului Marii Adunări Naționale, care a urat cu acel prilej tuturor celor decorați „noi succese în activitatea sportivă, pentru gloria culorilor patriei noastre”.
El a câștigat apoi medalia de argint în proba de 50 km marș la Festivalul Mondial al Tineretului și Studenților din 1953⁠(d), care a avut loc la București, cu cel mai bun timp personal de 4:29:41, și medalia de bronz în proba de 10.000 m marș. La Campionatul European din 1954 s-a clasat pe locul 8 în proba de 50 km marș.

## Palmares
| An   | Competiție                                       | Locație            | Loc | Eveniment     | Note      |
| ---- | ------------------------------------------------ | ------------------ | --- | ------------- | --------- |
| 1952 | Jocurile Olimpice                                | Helsinki, Finlanda | 8   | 50 km marș    | 4:41:52,8 |
| 1953 | Festivalul Mondial al Tineretului și Studenților | București, România | 3   | 10 000 m marș | 46:15,4   |
| 1953 | Festivalul Mondial al Tineretului și Studenților | București, România | 2   | 50 km marș    | 4:29:41   |
| 1954 | Campionatul European                             | Berna, Elveția     | 8   | 50 km marș    | 4:49:30   |

## Distincții
- Ordinul Muncii clasa a III-a (19 noiembrie 1952) pentru rezultatele obținute la Jocurile Olimpice de vară de la Helsinski (menționat greșit ca Ion Boboc)[7][4]